# Trèves (entreprise)
Pour les articles homonymes, voir Trèves.
Trèves est un groupe industriel spécialisé dans la fourniture d'équipements pour l'industrie automobile.

## Histoire
La société textile Trèves a été fondée en 1836. À partir de 1930 elle commence à fournir l'industrie automobile. La société obtient son contrat le plus célèbre en devenant le fournisseur des capotes pour la Citroën 2CV.
Depuis le début des années 1990, la société s'affirme comme le spécialiste européen des habitacles pour automobiles.
EN 2009, l'entreprise annonce supprimer 700 emplois.

## Clients (principaux)

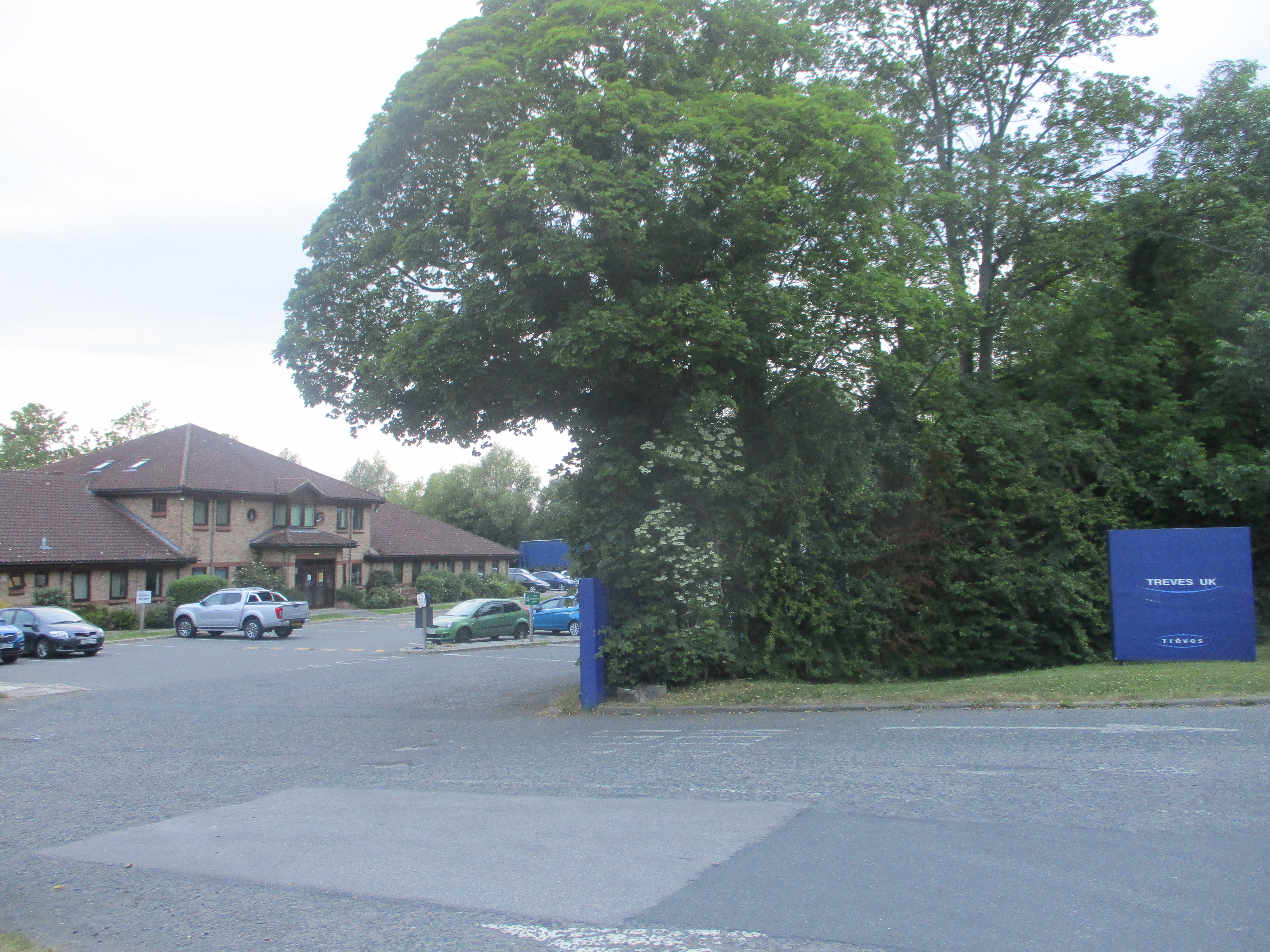
Treves UK en Yorkshire du Nord, Angleterre. Cette usine approvisionne BMW, Honda, Nissan et Toyota.

Les principaux clients de la société sont des constructeurs automobiles : PSA Peugeot Citroën, Renault, Nissan, Dacia, Toyota Motor Corporation, Volkswagen, Skoda, Seat, Ford, Honda, Mahindra, Maruti et Tata Motors.